# Gonatozygon
Gonatozygon ist eine im Süßwasser vorkommende Gattung aus der Grünalgen-Gruppe der Zieralgen (Desmidiales). Sie besteht aus 12 Arten.

## Merkmale
Die Vertreter bilden unverzweigte Fäden von einer Zellreihe, die leicht in Einzelzellen zerfallen. Die Zellen haben einen Durchmesser von 4 bis 20 Mikrometer und sind bis 500 Mikrometer lang. Die Zellen sind stabförmig und haben einen kreisförmigen Querschnitt. Die Zellen haben keine zentrale Einschnürung. Der Zellkern sitzt in der Mitte. Sie haben einen, zwei oder mehrere Chloroplasten, die plattenförmig sind und axial stehen. Die Chloroplasten haben teilweise Längsleisten und tragen mehrere auffällige Pyrenoide. An den Zellwänden befinden sich Poren, die Wände sind häufig stachelig und teilweise aus Zylinder-Ringen zusammengesetzt. 
Die ungeschlechtliche Fortpflanzung erfolgt durch Zweiteilung, Zerbrechen des Fadens oder durch Umwandlung von Fadenzellen in dickwandige Aplanosporen. Die geschlechtliche Fortpflanzung erfolgt durch die für die Schmuckalgen charakteristische Konjugation. Die Zygote ist kugelig und verbleibt im Konjugationskanal.

## Vorkommen
Die Vertreter der Gattung kommen im Plankton von Moor-Seen, Moor-Tümpeln und Gräben vor.

## Belege
- Karl-Heinz Linne von Berg, Michael Melkonian u. a.: Der Kosmos-Algenführer. Die wichtigsten Süßwasseralgen im Mikroskop. Kosmos, Stuttgart 2004, ISBN 3-440-09719-6, S. 274.